# Base Polo de Inaccesibilidad

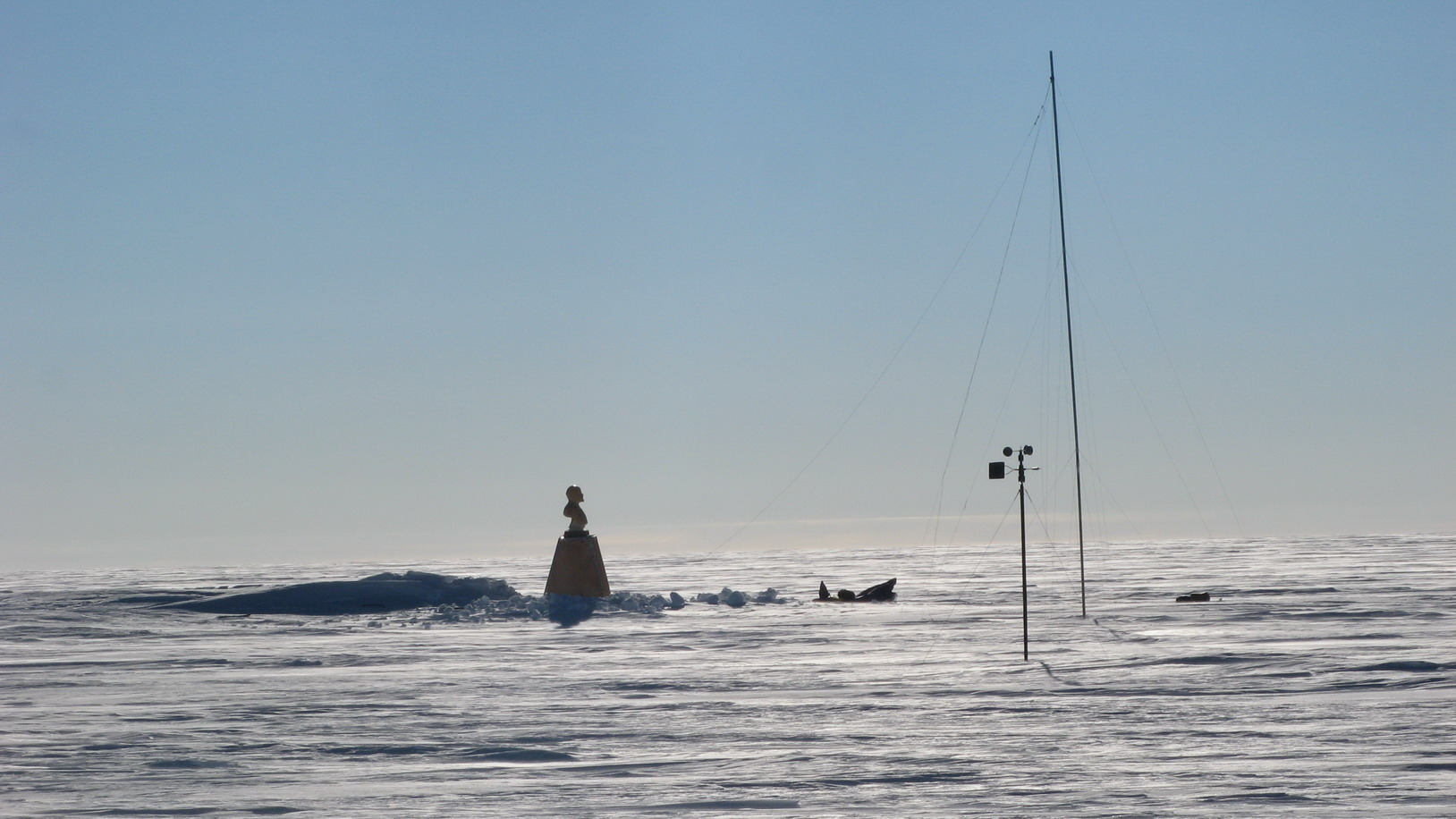
La Base Polo de Inaccesibilidad, mostrando el busto de Lenin, en enero de 2007.

La Base Polo de Inaccesibilidad (en ruso:Полюс недоступности) es una estación científica abandonada  de la Unión Soviética -desde 1991 heredada por Rusia- situada en el polo de inaccesibilidad de la Antártida. El sitio es el punto más alejado del mar dentro del continente antártico, tal como fue definido en 1958 cuando se estableció la estación. Definiciones posteriores dan otros lugares, todos relativamente cerca de este punto. 
En esta base se realizaron observaciones meteorológicas desde 14 de diciembre de 1958 al 26 de diciembre de 1958. El Polo de Inaccesibilidad tiene temperatura media más fría del mundo a lo largo del año, con -58,2 °C.
El sitio está a 878 km del Polo Sur, y unos 600 km de la Base Sóvetskaya. La elevación de la meseta Antártica en el lugar es de 3800 metros. 

## Historia
La base fue construida por la 3° Expedición Antártica Soviética, que llegó al lugar el 14 de diciembre de 1958 con un equipo de 18 hombres. El equipo y el personal fueron trasportados por un convoy de tractores antárticos. 
La estación tenía una cabaña para cuatro personas, un cuarto de radio, y una cabaña para generar electricidad. Esos edificios habían sido pre-construidos en los tractores y habían servido como alojamiento durante la travesía. Al lado de la cabaña se despejó un sector para una pista de aterrizaje, en donde un avión Lisunov Li-2 aterrizó el 18 de diciembre de 1958. El puesto estaba equipado con un generador de energía diesel y un transmisor. 
El 26 de diciembre de 1958 la base fue abandonada indefinidamente. Cuatro investigadores fueron transportados por aire, y los restantes 14 regresaron con los tractores. La estación fue considerada demasiado alejada de otras estaciones de investigación para permitir el funcionamiento seguro y permanente, por lo que fue dejada para ser utilizado sólo para visitas futuras a corto plazo.

## Expediciones de visita
La expedición American Queen Maud Land oversnow Traverse de Estados Unidos llegó a la Base Polo de Inaccesibilidad en el otoño de 1965 y la tripulación fue trasladados desde allí por un avión Lockheed C-130 Hercules. Más tarde, en la primavera de ese año, un nuevo equipo estadounidense llegó por C-130 para hacer observaciones y continuar con la expedición en la Tierra de la Reina Maud, hasta alcanzar la recién instalada Base Plateau.
El Equipo N2i, liderado por el explorador y aventurero británico Henry Cookson, alcanzó el Polo de Inaccesibilidad el 19 de enero de 2007. Otra expedición, la Antarctica Legacy Crossing, liderada por el explorador y activista medioambiental estadounidense Sebastian Copeland, alcanzó el Polo de Inaccesibilidad a pie y con esquíes el 27 de diciembre de 2011 desde la Base Novolázarevskaya en su camino para completar la primera travesía transcontinental este-oeste de la Antártida con más de 4100 kilómetros.

## Sitio y Monumento Histórico
El edificio de la base está coronado por un busto de Vladimir Lenin. A partir de 2007 la base ha quedado casi totalmente enterrada por la nieve, con poco más que el busto visible. El edificio enterrado y el busto emergente, junto con una placa que conmemora la conquista del Polo de Inaccesibilidad por parte de los exploradores antárticos soviéticos en 1958, ha sido designado en 1972 Sitio y Monumento Histórico SMH-4 Edificio de la Estación del Polo de la Inaccesibilidad a propuesta de la Unión Soviética en la Reunión Consultiva del Tratado Antártico. El busto de Lenin se erige sobre un pedestal de madera montado en el techo del edificio a aproximadamente 1,5 m. por encima de la superficie de nieve. Desde 1991 la conservación del sitio histórico fue heredada por Rusia.